# Cheers (Album)
Cheers (englisch für Prost) ist das erste Soloalbum des US-amerikanischen Rappers Obie Trice. Es erschien am 22. September 2003 über Eminems Label Shady Records und Interscope.

## Produktion und Samples
Eminem, der bei dem Album als Ausführender Produzent fungierte, schuf die Beats zu den Stücken Cheers, We All Die One Day, Hands on You und Never Forget Ya. Außerdem produzierte er in Zusammenarbeit mit Luis Resto die Songs Average Man, Got Some Teeth und Lady, während er bei Don’t Come Down und Hoodrats mit Emile zusammenarbeitete. Bei Follow My Life stand Eminem Fredwreck zur Seite und das Outro produzierte er zusammen mit dem D12-Mitglied Denaun Porter, sowie seinem Entdecker Dr. Dre. Spread Yo Shit wurde von Denaun Porter allein produziert. Das Produzenten-Duo Dr. Dre und Mike Elizondo zeigt sich für die Beats zu The Set Up, Shit Hits the Fan, Look in My Eyes und Oh! verantwortlich, während Timbaland den Song Bad Bitch produzierte.
Vier Lieder des Albums enthalten Samples von Songs anderer Künstler. So sind bei Got Some Teeth Elemente des Tracks Without Me von Eminem vorhanden und Spread Yo Shit sampelt Blow My Buzz von D12. Don’t Come Down enthält ein Sample von When You Believe von Quincy Jones und Tata, während Follow My Life das Lied Big Poppa von The Notorious B.I.G. sampelt.

## Covergestaltung

Schriftzug Cheers

Das Albumcover zeigt ein schwarz-weiß Foto von Obie Trice, der ein Glas mit Hennessy zum Betrachter hinhält. Er trägt ein Stirnband mit der Aufschrift Shady. Das Bild ist grün umrahmt, im rechten Teil steht der Schriftzug Obie Trice und darunter der Titel Cheers, dessen Schreibweise an die gleichnamige TV-Serie angelehnt ist.

## Gastbeiträge
Auf zehn Liedern des Albums sind Auftritte anderer Künstler zu finden. Obie Trices Entdecker Eminem ist gleich bei fünf Songs (Lady, We All Die One Day, Shit Hits the Fan, Hands on You,"Outro") zu hören. Der Rapper Nate Dogg tritt auf The Set Up und Look in My Eyes in Erscheinung, während Obie Trice bei Bad Bitch vom Rapper und Produzenten Timbaland unterstützt wird. Dr. Dre hat einen Gastauftritt beim Song Shit Hits the Fan und Labelkollege 50 Cent, sowie G-Unit-Mitglied Lloyd Banks sind auf We All Die One Day zu hören. Außerdem tritt D12-Mitglied Kon Artis bei Spread Yo Shit in Erscheinung, während die gesamte Rapcrew im Outro mit Gastbeiträgen vertreten ist. Des Weiteren rappt Busta Rhymes den Refrain beim Track Oh!.

## Titelliste
| #  | Titel              | Gastbeiträge                    | Produzent                         | Länge |
| -- | ------------------ | ------------------------------- | --------------------------------- | ----- |
| 1  | Average Man        |                                 | Eminem und Luis Resto             | 4:16  |
| 2  | Cheers             |                                 | Eminem                            | 3:34  |
| 3  | Got Some Teeth     |                                 | Eminem und Luis Resto             | 3:47  |
| 4  | Lady               | Eminem                          | Eminem und Luis Resto             | 4:45  |
| 5  | Don’t Come Down    |                                 | Eminem und Emile                  | 5:11  |
| 6  | The Set Up         | Nate Dogg                       | Dr. Dre und Mike Elizondo         | 3:13  |
| 7  | Bad Bitch          | Timbaland                       | Timbaland                         | 4:09  |
| 8  | Shit Hits the Fan  | Dr. Dre und Eminem              | Dr. Dre und Mike Elizondo         | 4:53  |
| 9  | Follow My Life     |                                 | Eminem und Fredwreck              | 3:55  |
| 10 | We All Die One Day | Eminem, 50 Cent und Lloyd Banks | Eminem                            | 5:29  |
| 11 | Spread Yo Shit     | Kon Artis                       | Denaun Porter                     | 4:03  |
| 12 | Look in My Eyes    | Nate Dogg                       | Dr. Dre und Mike Elizondo         | 4:50  |
| 13 | Hands on You       | Eminem                          | Eminem                            | 5:12  |
| 14 | Hoodrats           |                                 | Eminem und Emile                  | 4:12  |
| 15 | Oh!                | Busta Rhymes                    | Dr. Dre und Mike Elizondo         | 4:30  |
| 16 | Never Forget Ya    |                                 | Eminem                            | 4:27  |
| 17 | Outro              | D12                             | Eminem, Denaun Porter und Dr. Dre | 4:02  |

## Singleauskopplungen
Als Singles wurden die Songs Got Some Teeth (US #54, 11 Wo.), The Set Up (US #73, 4 Wo.) und Don’t Come Down veröffentlicht, von denen sich keine in den deutschen Charts platzieren konnte.

## Rezeption

### Kritiken
Cheers wurde von Kritikern überwiegend positiv bewertet. Die Seite Metacritic errechnete aus zwölf Kritiken englischsprachiger Medien einen Schnitt von 73 %.
Stefan Johannesberg von laut.de bewertete das Album mit drei von möglichen fünf Punkten. Obie Trice werde „sicherlich nicht das Rapgame aufrollen wie Em oder 50 Cent,“ er liefere auf Cheers aber „ein paar sehr gute Ansätze und ein paar sehr gute Songs.“ Sein „zackig-integerer Flow“ erinnere an Royce da 5′9″. Auch die Albumproduktion wird positiv hervorgehoben.

### Chartplatzierungen
Cheers stieg in der 41. Kalenderwoche des Jahres 2003 auf Platz 63 in die deutschen Albumcharts ein und belegte in der folgenden Woche die Position 87. Anschließend fiel das Album aus den Top 100, konnte eine Woche später allerdings nochmal auf Platz 82 einsteigen, bevor es endgültig die Charts verließ. In den USA stieg der Tonträger auf Platz 5 in die Charts ein und hielt sich 22 Wochen in den Top 100.
| ChartsChartplatzierungen       | Höchstplatzierung | Wochen |
| ------------------------------ | ----------------- | ------ |
| Deutschland (GfK)              | 63 (3 Wo.)        | 3      |
| Schweiz (IFPI)                 | 36 (6 Wo.)        | 6      |
| Vereinigte Staaten (Billboard) | 5 (22 Wo.)        | 22     |
| Vereinigtes Königreich (OCC)   | 11 (8 Wo.)        | 8      |

| ChartsJahrescharts (2003)      | Platzierung |
| ------------------------------ | ----------- |
| Vereinigte Staaten (Billboard) | 123         |

### Auszeichnungen für Musikverkäufe
Für mehr als 500.000 verkaufte Exemplare allein in den USA erhielt das Album dort eine Goldene Schallplatte.
| Land/Region                  | Auszeichnungen für Musikverkäufe (Land/Region, Auszeichnung, Verkäufe) | Verkäufe |
| ---------------------------- | ---------------------------------------------------------------------- | -------- |
| Vereinigte Staaten (RIAA)    | Gold                                                                   | 500.000  |
| Vereinigtes Königreich (BPI) | Gold                                                                   | 100.000  |
| Insgesamt                    | 2× Gold ·                                                              | 600.000  |